# Das Wirtshaus der sündigen Töchter
Das Wirtshaus der sündigen Töchter ist ein deutsches Erotikfilmlustspiel von Walter Boos mit Gina Janssen in einer Doppelrolle.

## Handlung
Die beiden eineiigen, blonden Zwillingsschwestern Lilli und Christl leben auf dem Lande in Oberbayern. Obwohl es sich um eineiige Zwillinge handelt, wirkt Lilli  sehr viel hübscher und zieht die Männerblicke auf sich. Da Christl die Stallarbeit macht, sieht sie ungepflegt aus, kleidet sich unvorteilhaft und ihre grobschlächtige Art vertreibt jedes männliche Wesen. Durch ihre Chancenlosigkeit hat Christl auch überhaupt kein Interesse, eine Beziehung einzugehen, da sie hinter jeder Anmache finanzielle Motive vermutet und dabei meist recht hat.
Überhaupt sind die meisten Annäherungsversuche von Lilli aus sehr eigennützigen Gründen initiiert, da sie ihren Erbanteil erst dann erhält, wenn die ältere Schwester verheiratet ist. Sie nötigt sogar ihren Freund Florian, mit Christel ins Bett zu gehen, der auch tatsächlich und auch noch als einziger Erfolg hat. Allerdings verschlimmert er die Situation noch, weil er gesteht, nur auf Lilis Anweisung mit ihr ins Bett gegangen zu sein. Ein schlitzohriger Mitgiftjäger und ein attraktiver Streuner gehen leer aus. Auch der Guru, der Liane schwingend schon jede Frau und jede Touristin flachgelegt hat, erhält trotz Christels Zusage, ein heißes Höschen zu sehen, einen verbrannten Hintern, da er sich auf Christels Anweisung umgedreht hat und vorher zugab, von Lilli geschickt worden zu sein. Völlig verzweifelt schließt sich Christel in ihrem Zimmer ein und jeder befürchtet, dass sie sich etwas antut. Sie macht sich aber stattdessen schön und gleicht nach verlassen des Zimmers ihrer Zwillingsschwester wie ein Ei dem anderen und wird von Flori sofort auf den Arm genommen und zum Sex über die Schwelle des Schlafzimmers getragen. Flori verspricht Christel zu heiraten, was auch Lilli zufrieden stellt, die nunmehr ihren Erbteil erhält.

## Produktionsnotiz
Das Wirtshaus der sündigen Töchter entstand an 18 Drehtagen im oberbayerischen Falkenberg, Ortsteil von Moosach, vom 13. September bis zum 7. Oktober 1978. Der Film wurde am 24. November 1978 in Esslingen und Weiden in der Oberpfalz uraufgeführt.
Georg Stiehle besorgte die Ausstattung, Fred Zenker übernahm die Herstellungsleitung. Fritz Baader war Ernst W. Kalinkes Kameraassistent.
Der Film ist eine (erotische) Neuverfilmung des klassischen Lustspielstoffs Kohlhiesels Töchter.

## Kritiken
„Der Liebe eines erotisch aktiven jungen Mannes zur schönen Wirtstochter steht deren häßliche Zwillingsschwester im Weg, doch schließlich erkennt auch diese die Freuden der Liebe und erstrahlt in Schönheit. Plagiatorische Sex-Variante von ‚Kohlhiesels Töchter‘, banal und langweilig.“